# Gruppo di amici in difesa della Carta delle Nazioni Unite
Il Gruppo di amici in difesa della Carta delle Nazioni Unite (in inglese: Group of Friends in Defense of the Charter of the United Nations) è un'organizzazione delle Nazioni Unite, istituita nel marzo 2021 da 17 Stati membri delle Nazioni Unite incluse Cina, Russia, Iran e Corea del Nord, il cui principale obiettivo è lanciare un messaggio a sostegno del trattato istitutivo delle Nazioni Unite, cercando di promuovere il multilateralismo e la diplomazia sull'uso della forza contro le violazioni percepite da altri stati membri delle Nazioni Unite.

## Stati membri
- Algeria
- Angola
- Bielorussia
- Bolivia
- Cambogia
- Cina
- Corea del Nord
- Cuba
- Eritrea
- Guinea Equatoriale
- Iran
- Laos
- Mali
- Nicaragua
- Palestina
- Russia
- Saint Vincent e Grenadine
- Siria
- Venezuela
- Zimbabwe